# Soufrier
Un soufrier est un navire chimiquier spécialisé dans le transport de soufre. Cette cargaison nécessite un transport à l'état liquide à une température de 135 °C ; ces navires disposent donc de moyens de chauffage adaptés. Pour cette raison, ils ne peuvent transporter que cette cargaison précise.